# Лаћарак
Лаћарак је насељено место у граду Сремској Митровици, у Сремском округу, у Србији. Према попису из 2022. било је 9.278 становника.
Данас је Лаћарак једно од највећих села у Војводини и Србији.

## Порекло назива
Постоји податак да је Лаћарак у турским списима забележен као Лак-Јарак. Лак је реч мађарског порекла и у преводу значи „кућа“, а „јарак“ – Грчка и значи „поклопац“ или заједно – „кућни поклопац".
Име Лаћарак настало је од старо Словенске речи Лођ или лодка или на Српском Лађа што значи чамац.
Име је настало у шестом или седмом веку, када су Словени насељавали ове крајеве. У то време, на Сави су постојали чамци, лађе за превоз преко ње. Један од тих чамаца звао се Рак. То су били велики чамци за превоз путника. У околини тог Савског пристаништа временом је настала насеобина, која је управо названа по тој Лађи Рак или данашње Лаћарак.
О пореклу назива села постоје и две легенде. Прва каже да је село добило име по првом лађару који је пристао уз обалу Саве и ту се настанио. Друга легенда каже да је у прошлости овде постојало мало пристаниште у које су долазиле лађе, па је по лађама настало име Лађарак, тј. Лаћарак.

## Географија
Лаћарак се налази непосредно до града Сремске Митровице, на важним саобраћајницама – ауто-путу и железничкој прузи Београд - Шид, а на левој обали реке Саве.
Село се налази на 82 метра надморске висине, а површина сеоског атара износи око 5452 хектара. Од тога је 364 хектара изграђено. Укупни земљишни поседи износе око 5564 хектара, од чега је највећи део под њивама – 4544 хектара. Већина спада је у приватном власништву, док је у државном 1038 хектара. 717 хектара је неплодно. Шуме заузимају око 41 хектар, 7 хектара је у приватном поседу, пашњаци 85 хектара, а ливаде око 5 хектара.

## Историја
Село је настало још у средњем веку. Постоје докази да су на простору данашњег Лаћарка живели људи из доба неолита, према археолошким ископавањима обављеним 1965. године.
Први сигурни подаци о Лаћарку потичу из времена када се Срем налазио под влашћу Османског царства. Село је вероватно остало пусто у време освајања Срема, те Османлије по успостављању своје власти насељавају у Лаћарак становништво из Смедеревског санџака, које је са собом донело филурџијски статус. Тако се јављају и први кнезови у другој половини 16. века, Павел Лукач и Илија Павел, највероватније отац и син.
Српски омладински календар бележи 1871. године да су се, незадовољни одлуком Марије Терезије којом је укинута Војна крајина 1745. у Срему и Бачкој, неки Сомборци преселили у Лаћарак.
Л. Клајн, описујући усташки терор у Срему током Другог светског рата, наводи да су усташе, пре напуштања Лаћарка 1945, ишле од куће до куће и убиле сваког ког су затекле живог у овом селу.

## Демографија
Насеље Лаћарак као најближе село граду Сремске Митровице имало је буран демографски развој протеклих деценија. Пре педесетак година број становника је био испод 5000.
У насељу Лаћарак живи 8495 пунолетних становника, а просечна старост становништва износи 38,2 година (36,9 код мушкараца и 39,5 код жена). У насељу има 3526 домаћинстава, а просечан број чланова по домаћинству је 3,09.
Ово насеље је великим делом насељено Србима (према попису из 2002. године).
|             | \| Демографија[4] \| Демографија[4] \| Демографија[4] \| \| Година \| Становника \| Становника \| \| -------------- \| -------------- \| -------------- \| \| 1948. \| 4.356 \| \| \| 1953. \| 4.455 \| \| \| 1961. \| 5.902 \| \| \| 1971. \| 8.121 \| \| \| 1981. \| 9.718 \| \| \| 1991. \| 10.235 \| 9.915 \| \| 2002. \| 10.893 \| 11.201 \| \| 2011. \| 10.638 \| \| |            |
| Демографија | |            |
| Година      | Становника | Становника |
| 1948.       | 4.356 |            |
| 1953.       | 4.455 |            |
| 1961.       | 5.902 |            |
| 1971.       | 8.121 |            |
| 1981.       | 9.718 |            |
| 1991.       | 10.235 | 9.915      |
| 2002.       | 10.893 | 11.201     |
| 2011.       | 10.638 |            |

| Етнички састав према попису из 2002.‍ | Етнички састав према попису из 2002.‍ | Етнички састав према попису из 2002.‍ | Етнички састав према попису из 2002.‍ | Етнички састав према попису из 2002.‍ |
| ------------------------------------ | ------------------------------------ | ------------------------------------ | ------------------------------------ | ------------------------------------ |
|                                      |                                      |                                      |                                      |                                      |
| Срби                                 | Срби                                 |                                      | 9.858                                | 90,49%                               |
| Хрвати                               | Хрвати                               |                                      | 181                                  | 1,66%                                |
| Мађари                               | Мађари                               |                                      | 148                                  | 1,35%                                |
| Украјинци                            | Украјинци                            |                                      | 132                                  | 1,21%                                |
| Роми                                 | Роми                                 |                                      | 109                                  | 1,00%                                |
| Југословени                          | Југословени                          |                                      | 68                                   | 0,62%                                |
| Русини                               | Русини                               |                                      | 27                                   | 0,24%                                |
| Словаци                              | Словаци                              |                                      | 21                                   | 0,19%                                |
| Црногорци                            | Црногорци                            |                                      | 8                                    | 0,07%                                |
| Немци                                | Немци                                |                                      | 8                                    | 0,07%                                |
| Македонци                            | Македонци                            |                                      | 7                                    | 0,06%                                |
| Словенци                             | Словенци                             |                                      | 5                                    | 0,04%                                |
| Муслимани                            | Муслимани                            |                                      | 4                                    | 0,03%                                |
| Чеси                                 | Чеси                                 |                                      | 3                                    | 0,02%                                |
| Руси                                 | Руси                                 |                                      | 3                                    | 0,02%                                |
| Бугари                               | Бугари                               |                                      | 2                                    | 0,01%                                |
| Бошњаци                              | Бошњаци                              |                                      | 2                                    | 0,01%                                |
| Буњевци                              | Буњевци                              |                                      | 1                                    | 0,00%                                |
| Албанци                              | Албанци                              |                                      | 1                                    | 0,00%                                |
| непознато                            | непознато                            |                                      | 223                                  | 2,04%                                |

| Година пописа     | 1948. | 1953. | 1961. | 1971. | 1981. | 1991. | 2002. |
| ----------------- | ----- | ----- | ----- | ----- | ----- | ----- | ----- |
| Број домаћинстава | 1.063 | 1.184 | 1.656 | 2.248 | 2.883 | 3.048 | 3.526 |

| Број чланова      | 1   | 2   | 3   | 4   | 5   | 6   | 7  | 8  | 9 | 10 и више | Просек |
| ----------------- | --- | --- | --- | --- | --- | --- | -- | -- | - | --------- | ------ |
| Број домаћинстава | 531 | 852 | 737 | 882 | 323 | 145 | 36 | 11 | 4 | 5         | 3,09   |

| Пол    | Укупно | Неожењен/Неудата | Ожењен/Удата | Удовац/Удовица | Разведен/Разведена | Непознато |
| ------ | ------ | ---------------- | ------------ | -------------- | ------------------ | --------- |
| Мушки  | 4.400  | 1.224            | 2.857        | 187            | 111                | 21        |
| Женски | 4.559  | 806              | 2.877        | 713            | 149                | 14        |
| УКУПНО | 8.959  | 2.030            | 5.734        | 900            | 260                | 35        |

| Пол    | Укупно                    | Пољопривреда, лов и шумарство | Рибарство                            | Вађење руде и камена | Прерађивачка индустрија       |
| ------ | ------------------------- | ----------------------------- | ------------------------------------ | -------------------- | ----------------------------- |
| Мушки  | 2.215                     | 366                           | 0                                    | 0                    | 864                           |
| Женски | 1.287                     | 191                           | 0                                    | 0                    | 416                           |
| УКУПНО | 3.502                     | 557                           | 0                                    | 0                    | 1.280                         |
| Пол    | Производња и снабдевање   | Грађевинарство                | Трговина                             | Хотели и ресторани   | Саобраћај, складиштење и везе |
| Мушки  | 42                        | 122                           | 185                                  | 28                   | 154                           |
| Женски | 12                        | 14                            | 177                                  | 25                   | 35                            |
| УКУПНО | 54                        | 136                           | 362                                  | 53                   | 189                           |
| Пол    | Финансијско посредовање   | Некретнине                    | Државна управа и одбрана             | Образовање           | Здравствени и социјални рад   |
| Мушки  | 11                        | 13                            | 130                                  | 30                   | 26                            |
| Женски | 17                        | 20                            | 58                                   | 84                   | 140                           |
| УКУПНО | 28                        | 33                            | 188                                  | 114                  | 166                           |
| Пол    | Остале услужне активности | Приватна домаћинства          | Екстериторијалне организације и тела | Непознато            | Непознато                     |
| Мушки  | 33                        | 0                             | 0                                    | 211                  | 211                           |
| Женски | 28                        | 0                             | 0                                    | 70                   | 70                            |
| УКУПНО | 61                        | 0                             | 0                                    | 281                  | 281                           |

## Знаменитости
- Православна Црква светог Арханђела Гаврила у Лаћарку, велики значај;
- Стари амбар („чардак“), велики значај.
- Римокатоличка црква у Лаћарку
- Спомен обележје Крило у Лаћарку

## Спорт
- ФК ЛСК Лаћарак, фудбалски клуб основан 1928. године.